# Винус Лакс
Винус Лакс (англ. Venus Lux, род. 10 октября 1990 года) — американская трансгендерная порноактриса, режиссёр, продюсер и педагог.

## Ранняя жизнь
Родилась и выросла в Сан-Франциско, штат Калифорния. Имеет китайские и монгольские корни. Была единственным ребёнком в семье. До съёмок в фильмах для взрослых работала в эскорт-услугах, стриптизёршей и барменом.

## Карьера
Владеет студией Venus Lux Entertainment. В декабре 2014 года подписала эксклюзивную трёхлетнюю дистрибьюторскую сделку с Pulse Distribution. В 2012 году начала вести колонку под названием «Venus Rising». Некоторые из этих статей были изданы в виде книги под названием «Дневники Винус Лакс», которая была выпущена в марте 2015 года. В октябре 2015 года запустила журнал TransGlobal. В 2016 году основала Syren Network и сайт TS Fetishes, оба из которых были запущены весной. Снялась в сиквеле  документального фильма After Porn Ends под названием After Porn Ends 2.

## Личная жизнь
В марте 2009 года решает совершить трансгендерный переход. Для этой цели прошла гормональную терапию и операцию по увеличению груди. Практически не слышит правым ухом.

## Награды и номинации
| Год  | Результат | Номинация                                                                           | Работа                       |
| ---- | --------- | ----------------------------------------------------------------------------------- | ---------------------------- |
| 2013 | Номинация | Лучшая транссексуальная сцена (вместе с Rose и Christian XXX)                       | American She-Male X 2        |
| 2013 | Номинация | Транссексуальный исполнитель года                                                   | н/д                          |
| 2014 | Номинация | Лучшая транссексуальная сцена (вместе со Spencer Fox)                               | America's Next Top Tranny 17 |
| 2014 | Номинация | Лучшая транссексуальная сцена (вместе с Джейн Мари, Chanel Couture и Christian XXX) | TS Jane Marie: 5 Star Bitch  |
| 2014 | Номинация | Транссексуальный исполнитель года                                                   | н/д                          |
| 2015 | Победа    | Лучшая транссексуальная сцена (вместе с Даной Весполи)                              | TS, I Love You               |
| 2015 | Победа    | Транссексуальный исполнитель года                                                   | н/д                          |
| 2016 | Номинация | Лучшая транссексуальная сцена (вместе с Эвой Лин)                                   | Venus Lux Fantasies          |
| 2016 | Победа    | Транссексуальный исполнитель года                                                   | н/д                          |

| Год  | Результат | Номинация                                           |
| ---- | --------- | --------------------------------------------------- |
| 2013 | Номинация | Лучший ТС исполнитель                               |
| 2014 | Победа    | Лучший транссексуальный исполнитель (выбор фанатов) |
| 2015 | Номинация | Лучший транссексуальный исполнитель                 |

| Год  | Результат | Номинация                                                          | Работа             |
| ---- | --------- | ------------------------------------------------------------------ | ------------------ |
| 2013 | Номинация | Лучшая соло модель                                                 | н/д                |
| 2013 | Номинация | Лучшая хардкор модель                                              | н/д                |
| 2013 | Номинация | Лучшее новое лицо                                                  | н/д                |
| 2013 | Номинация | Лучшая сцена (вместе с Katie)                                      | Next Idol 5        |
| 2014 | Номинация | Лучшая сцена (вместе с Jessica Fox, Maitresse Madeline и Эвой Лин) | TSPussyHunters.com |
| 2014 | Номинация | Лучшая сцена (вместе с Blake)                                      | TSSeduction.com    |
| 2014 | Победа    | Лучшая сцена (вместе с Фокси)                                      | Asian Nail Salon   |
| 2014 | Победа    | Лучший личный сайт                                                 | Venus-Lux.com      |
| 2014 | Победа    | Лучшая хардкор-модель                                              | н/д                |
| 2015 | Номинация | Лучший хардкор-исполнитель                                         | н/д                |
| 2015 | Номинация | Лучший личный сайт                                                 | н/д                |
| 2015 | Номинация | Best Internet Personality                                          | н/д                |
| 2015 | Номинация | Лучшая сцена (вместе с Даной Весполи)                              | TS, I Love You     |

| Год  | Результат | Номинация                         | Работа        |
| ---- | --------- | --------------------------------- | ------------- |
| 2013 | Номинация | Транссексуальный исполнитель года | н/д           |
| 2014 | Победа    | Транссексуальный исполнитель года | н/д           |
| 2014 | Номинация | Транссексуальный сайт года        | Venus-Lux.com |
| 2015 | Победа    | Транссексуальный исполнитель года | н/д           |
| 2015 | Номинация | Взрослый сайт года — транссексуал | Venus-Lux.com |
| 2016 | Номинация | Трансгендерный исполнитель года   | н/д           |
| 2016 | Номинация | Взрослый сайт года — трансгендер  | Venus-Lux.com |